# Sophocles (schip, 1963)
De Sophocles was een Nederlands vrachtschip van de rederij Koninklijke Nederlandse Stoomboot-Maatschappij. Het schip, dat is vernoemd naar Sophocles, een van de drie grote Attische tragediedichters, is gebouwd door de scheepswerf Van der Giessen-de Noord.
Het schip verging op 19 februari 1965 tijdens een reis van Puerto Limón naar Amsterdam. Toen het schip zich 730 mijl ten westnoordwesten van de stad Porto op de Atlantische Oceaan bevond, brak er brand uit in de lading die bestond uit kunstmest. Na een explosie in de lading kapseisde het schip en zonk het op de positie van 45.39 NB – 24.19 WL. Als gevolg van de explosie en het kapseizen van het schip kwamen 3 van de 44 opvarenden om het leven. De overige 41 opvarenden werden gered door het zusterschip van de Sophocles, de Ulysses.